# Bjärlångensjöarna
Bjärlångensjöarna är en grupp närliggande sjöar i Bjärnum.
Vid sjöarna finns badplatser och fiskemöjligheter. Bjärlången omges av mycket skogar och åker.
Varje år vid Valborg anordnar Snapphanebygdens Sparbank och Bjärnums Brandförsvar ett majbål på den stora badplatsen vid Bjärlången. Ett långt fackeltåg börjar vid banken där vem som helst får delta, men det är mest populärt bland barn, där deltagarna sedan går ner till sjön där de får lämna över facklorna till Brandförsvarsvolontärerna som sedan tänder fyr på bålet. Efter detta skickas det upp fyrverkerier från andra sidan sjön. En talare samt Bjärnums manskör brukar uppträda efter denna tillställningen. 